# Las Ventas de Santa Lucía
Las Ventas de Santa Lucía es una pedanía y una población del municipio de Graus, en la provincia de Huesca, Aragón; haciendo frontera con el municipio de Perarrúa.
El núcleo se ubica a orillas del río Ésera; en la desembocadura del barranco de las Ínsolas. La población se trata de un diseminado de casas que se distribuye por la carretera A-139; que cuenta con gasolinera, hotel, bodegas y un taller de mecánica. El nombre del pueblo tiene relación con la existencia de unas posadas, y por la cercanía de la ermita dedicada a Santa Lucía, ubicada en el municipio de Perarrúa. Al norte del pueblo, se ubica la torre Petineta, de estilo modernista con una platanción de plantas exóticas en su finca.
Al suroeste de la población; se encuentra el despoblado de Puycremat, accesible desde la HU-V-6441 por varias pistas que sube al pueblo. Es destacable la ermita dedicada a Santa Clara, que todavía sigue en pie.
Tiene una población de 30 habitantes.